# الزبائر (المزاحمية)
مركز الزبائر هو مركزٌ إداري تابعٌ لمحافظة المزاحمية في منطقة الرياض ، ويصنف من فئة (ب) ورمزها 1391.